# Barney Williams (Schauspieler)

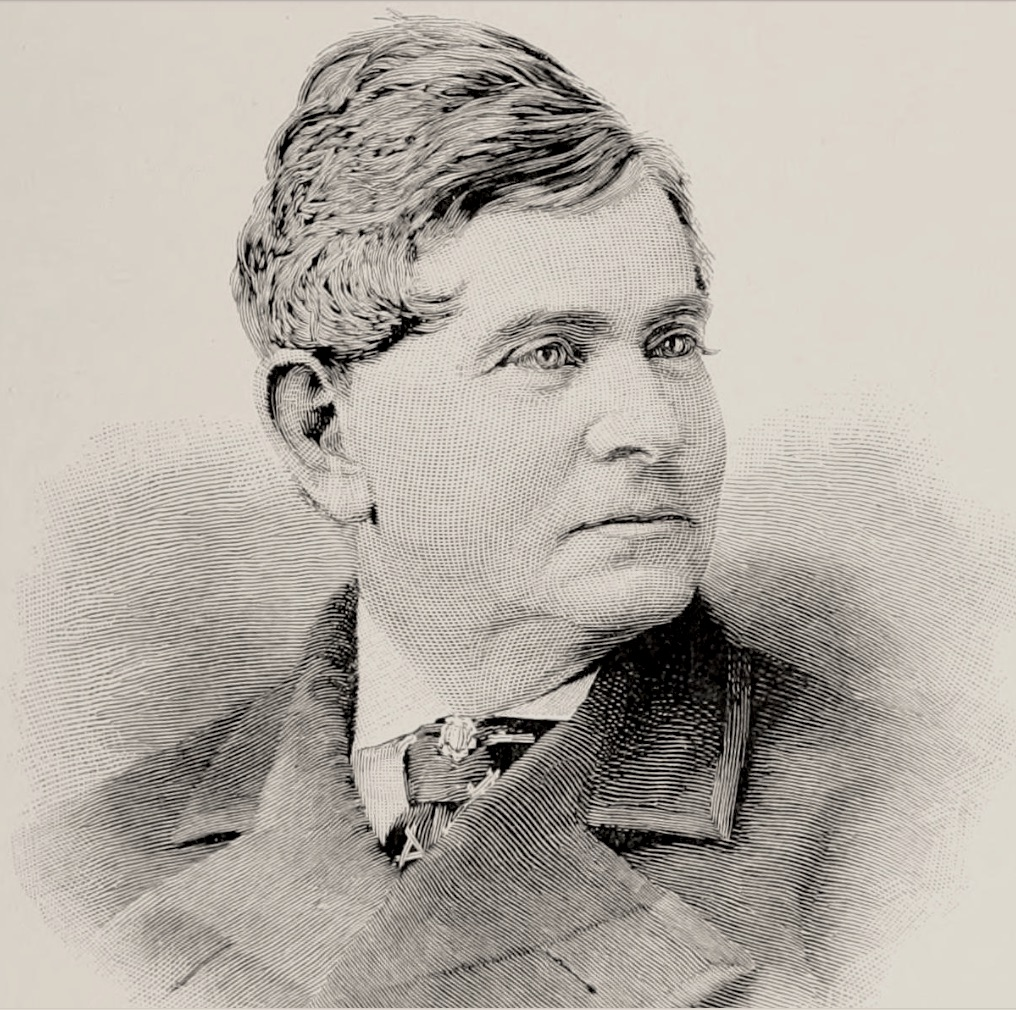
Barney Williams

Barney Williams (* 20. August 1824 in Cork; † 25. April 1876 in New York) war ein irisch-amerikanischer Schauspieler und Komiker. Besonders berühmte Rollen von ihm war Ragged Pat im Stück Ireland as it is von J. A. Amherst und die Titelrolle in Samuel Lovers komischer Oper Rory O’More. Er spielte fast immer an der Seite seiner Ehefrau Maria. Sie nannten sich als Duo Mr. and Mrs. Barney Williams.

## Leben
Bernard O’Flaherty wurde 1824 in Cork, Irland, als Sohn von Michael und Mary O’Flaherty geboren. Im Jahr 1831 wanderte seine Familie nach Amerika aus, wo sein Vater Polizist in New York City werden sollte. Als Junge erledigte Williams Botengänge, verkaufte Zeitungen, arbeitete in einer Druckerei und begann, kleine Rollen im New Yorker Franklin Theatre zu spielen. Im Jahr 1836 erhielt er die unerwartete Gelegenheit, eine Sprechrolle in Die Eishexe zu spielen, weil der Schauspieler erkrankt war. Williams wurde bald darauf zum fixen Mitglied der Theatertruppe: Sein Künstlername war Barney Williams.
Barneys erster großer Erfolg (ca. 1840) war die Rolle des Pat Rooney in The Omnibus. Das Stück wurde von seinem Mentor Tyrone Power vermutlich um 1833 geschrieben. Maria gab ihr Bühnendebüt am Chatham Theatre – als Mitglied des Corps de ballet, in der ersten Produktion einer Burleske mit dem Titel New York Assurance, einer Travestie auf London Assurance.
Barney wird zugeschrieben, den irischen Holzschuhtanz in Amerika eingeführt zu haben.
Im Jahr 1843 spielte Barney die Rolle des Jerry Murphy in Bumpology am Chatham Theater in New York. In dieser Zeit spielte Williams in mehreren Rollen im Repertoire von Tyrone Powers, darunter Paddy O’Rafferty in Born to Good Luck und Terry O’Rourke in The Irish Tutor. 1844 war Barney Mitglied eines Unternehmens, das P. T. Barnum gehörte und sich „Moral Lecture Room“ nannte. Im Jahr 1845, im Alter von 22 Jahren, war Williams Manager des Vauxhall Garden, NY, der sich in der LaFayette Street in New York befand. Diese Gegend wurde später als „The Bowery“ bekannt.
Mehrere Saisons lang war Williams ein beliebter Blackface-Komödiant, der in Minstrel-Shows auftrat, bevor er 1846 eine lange Karriere als irischer Komödiant begann. 1849 heiratete Williams die Schauspielerin Maria Pray (1828–1911), die Witwe des Schauspielers Charles Mestayer, der im Jahr zuvor gestorben war. Nachdem er geheiratet hatte, legte Barney seine Rollen im Blackface-Genre ab.

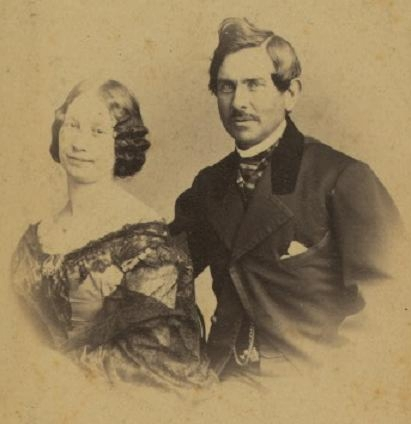
Maria und Barney Williams
NYPL Digital Gallery

1850 traten Barney und seine neue Frau Maria am National Theatre in New York auf, in den Titelrollen von The Irish Boy und Yankee Girl. Sie spielten sehr häufig irische Rollen für ein irisches Immigrantenpublikum, anfangs in New York.
Ihre größten Erfolge erzielten sie mit langen Engagements am Metropolitan Theatre in San Francisco. Sie traten auch in der Provinz (Sacramento, Marysville, Stockton, Grass Valley und Nevada) auf. 1855–1857 trat das Paar in London am Adelphi Theatre auf. Das letztgenannte Engagement führte zu einer vierjährigen Tournee durch Europa, auf der sie unter anderem in Stücken wie Rory O'More auftraten. Williams spielte oft irische Charaktere zu Prays Yankee in Aufführungen, die bei vier Gelegenheiten von der Königin Victoria besucht wurden. Einige ihrer bekannteren Auftritte waren Ireland As it Is, Barney the Baron und Our Gal. Am 24. Juli 1856 traten Barney und Maria vor der königlichen Familie auf und erneut im Februar 1857. Während seines Aufenthalts in Großbritannien tourte das Paar durch Dublin, Cork, Belfast, Limerick, Edinburgh, Glasgow, Liverpool, Manchester und Birmingham.
Die beiden traten während des größten Teils der 1860er Jahre in jährlichen Tourneen auf, bevor Williams die Möglichkeit erhielt, (1867–1868) Wallacks Broadway-Theater zu managen. In den 1860er Jahren traten sie vor allem in Philadelphia, Baltimore, Washington und New York auf. Bis 1863 spielten sie in Washington, D.C. und führten im Februar The Fairy Circle im Grover Theatre auf. Am 26. Februar traten sie im Grover’s für Abraham Lincoln auf. Im Oktober 1863 trat Barney für die Unionstruppen der 47th New York Infantry Volunteer Infantry auf, als diese den Hudson hinunterfuhren, wie der Gefreite Miles O’Reilly berichtete. Barney hat möglicherweise The Bowld Soldier Song für die Irish Brigade der 63rd New York Volunteers im Jahr 1864 gesungen.
Barney starb in New York City an den Folgen eines Schlaganfalls, als er 51 Jahre alt war (1876). Im Laufe seiner Karriere war Williams’ Erfolg so groß, dass er zu einem der reichsten Schauspieler seiner Generation wurde und ein Vermögen hinterließ, das auf etwa 400.000 Dollar geschätzt wurde. In den letzten Jahr wurde sein Darstellungsstil, den manche als ordinär bezeichneten, am Theater weniger geschätzt.
Williams’ Trauerfeier fand am Morgen des 28. April 1876 in der römisch-katholischen Kirche St. Stephen’s statt. Zu seinen Sargträgern gehörten General John C. Frémont, Richter John R. Brady und die Schauspieler Lester Wallack und John Brougham. Williams wurde auf dem Green-Wood-Friedhof in Brooklyn beigesetzt. Seine Frau, Tochter Marie und drei Schwestern überlebten ihn.
Marias letzter Auftritt war 1877, als sie ein einwöchiges Engagement am Walnut Street Theatre in Philadelphia hatte. Maria Pray Williams starb 1911 in New York City.